# Гончаров, Владимир Максимович
Владимир Максимович Гончаров (9 февраля 1940, Киев — 14 января 2022, там же) — советский и украинский режиссёр, мультипликатор, художник. Заслуженный деятель искусств Украины (2010).

## Биография
Родился в Киеве 2 февраля 1940 года. В 1957 году окончил Киевское художественное училище.

С 1959 года — художник-мультипликатор Творческого объединения художественной мультипликации «Киевнаучфильм».

В 1975 году окончил факультет кинорежиссуры Киевского государственного института театрального искусства имени Карпенко-Карого и стал режиссёром на «Киевнаучфильме».
Работал в жанре рисованной мультипликации.
Скончался 14 января 2022 года.

## Фильмография
- 1988— «Правда крупным планом» (режиссёр)
- 1962 — «Пушок и Дружок», «Пьяные волки», «Спутница королевы» (все — художник-мультипликатор)
- 1963 — «Заяц и ёж», «Золотое яичко», «Непоседа, Мякиш и Нетак» (все — художник-мультипликатор)
- 1964 — «Мишка + Машка», «Тайна чёрного короля» (художник-мультипликатор)
- 1965 — «Зелёная кнопка», «Жизнь пополам», «Сказка о царевиче и трёх лекарях» (художник-мультипликатор)
- 1966 — «Злобный разбиватель яиц», «Буквы из ящика радиста. Три буквы...», «Почему у петуха короткие штанишки», «Осколки» (все — художник-мультипликатор)
- 1967 — «Колумб причаливает к берегу», «Растрёпанный воробей», «Песенка в лесу» (все — художник-мультипликатор)
- 1968 — «Как казак счастье искал» (художник-мультипликатор), «Человек, который умел летать» (художник-мультипликатор), «Камень на дороге. Демагог» (режиссёр, сценарист, художник-постановщик)
- 1969 — «Кит и кот» (художник-мультипликатор)
- 1973 — «Зайчишка заблудился» (режиссёр, художник-постановщик, художник-мультипликатор)
- 1974 — «Приключения малыша Гиппопо» (режиссёр, художник-мультипликатор)
- 1975 — «Четыре неразлучных таракана и сверчок» (режиссёр)
- 1976 — «Дело поручается детективу Тедди», «Сказка о жадности» (художник-мультипликатор)
- 1977 — «Тяп-ляп» (режиссёр)
- 1979 — «Приключения капитана Врунгеля» (художник-мультипликатор)
- 1981 — «И сестра их Лебедь» (режиссёр)
- 1983 — «Жили-были мысли…» (режиссёр)
- 1984 — «Джордано Бруно» (режиссёр)
- 1985 — «Солнышко и снежные человечки» (режиссёр)
- 1985 – «Чумацкий шлях» (режиссёр)
- 1986 — «Альтернатива» (режиссёр)
- 1987 — «Каменный век» (режиссёр)
- 1991 — «Страсти-мордасти» (режиссёр)
- 1993 — «DIG SQUAD. Фильм первый. Пещера ужасов» (художник-мультипликатор)
- 1995 — «Команда DIG. Фильм третий. Похищение века» (режиссёр, сценарист, художник-мультипликатор)
- 1996 — «Гадкий утёнок» (режиссёр, автор идеи, раскадровщик, художник-мультипликатор)[3]
- 2007 — «Меню» (сценарист)
- 2013 — «Годы мои...»  (режиссёр, сценарист)